# Шовен, Лилиан
Лилиа́н Шове́н (англ. Lilyan Chauvin, урождённая Лили́ан Зе́моз (фр. Lilyan Zemoz), 6 августа 1925 — 26 июня 2008) — франко-американская актриса.

## Биография
Родилась в Париже в семье француженки и итальянца. Там же прошла обучения в школе кино, после чего работала на местном радио. На свой 21-й день рождения Лилиан Шовен переехала в США и позже приняла американское гражданство. Вскоре она поступила в Актёрскую студию в Нью-Йорке, где училась на курсе у Уты Хаген, а также параллельно посещала лингвистическую школу, чтобы избавиться от акцента.
В 1950 году состоялся её актёрский дебют на телевидении, после чего она переехала в Лос-Анджелес, где в 1957 году впервые появилась и на киноэкранах. За годы своей карьеры Шовен была наиболее востребована на телевидении, где появилась в нескольких десятках телесериалов, включая «Приключения Супермена», «Миссия невыполнима», «Частный детектив Магнум», «Она написала убийство», «Спасатели Малибу», «Секретные материалы», «Скорая помощь», «Друзья», «Шпионка» и «Дурнушка». На большом экране у неё были второстепенные роли в фильмах «Мои, твои и наши» (1968), «Вальс Мефистофеля» (1971), «Смешная леди» (1975), «Рядовой Бенджамин» (1980), «Тихая ночь, смертельная ночь» (1984), «Хищник 2» (1990), «Универсальный солдат» (1992), «Поймай меня, если сможешь» (2002) и ряде других кинокартин.
Помимо съёмок Лилиан Шовен была известным и уважаемым в Голливуде педагогом актёрского мастерства. Многие её методы стали основополагающими в данной отрасли, а также использовались в работах других известных педагогов. Среди её студентов были Ракель Уэлч, Сьюзан Сомерс и Карли Шредер.
Лилиан Шовен состояла в руководстве женского комитета Гильдии режиссёров Америки, а также была членом Гильдии киноактёров, Гильдии сценаристов и Американской федерации работников телевидения и радио. Она также внесла большой вклад в деятельность организации «Женщины в кино», в которой дважды избиралась вице-президентом.
Лилиан Шовен умерла в своём доме в Студио-Сити 26 июня 2008 года после продолжительной борьбы с раком молочной железы, осложнённой многолетними проблемами с сердцем.